# ビーチクラフト トラベルエア

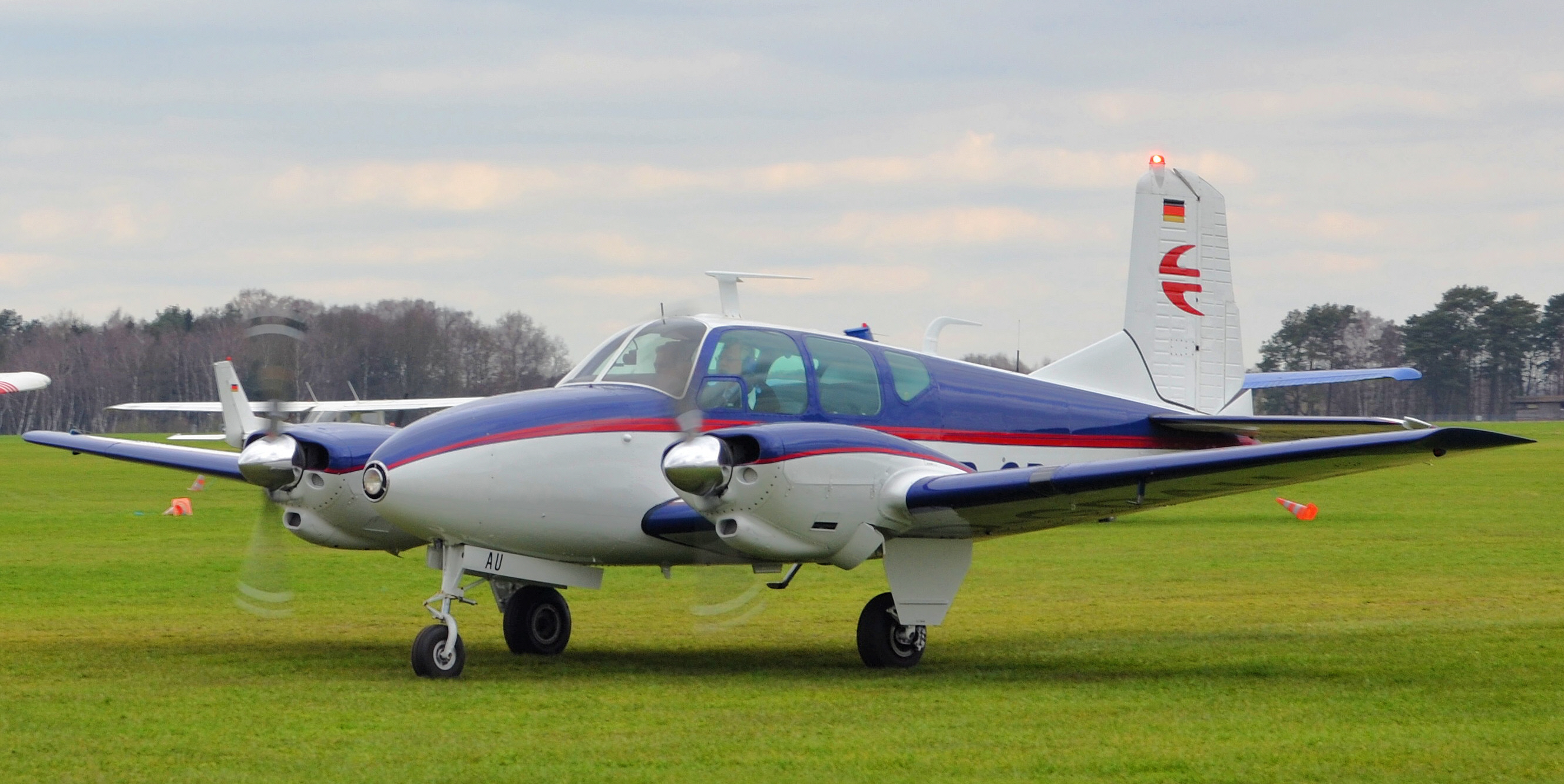
モデルB95 トラベルエア

ビーチクラフト トラベルエア(Beechcraft Travel Air) は、ビーチ・エアクラフト社が開発した双発レシプロ軽飛行機。

## 概要
ボナンザをベースに双発化した機体で、ボナンザとツイン・ボナンザの間を埋める機体として開発された。そのため、ツイン・ボナンザよりもやや小型である。機体名は当初バジャー(Badger)と命名されていたが、ツポレフ Tu-16爆撃機のNATOコードネームに使用されていたことを知り、トラベルエアへと変更になった経緯がある。
最初のタイプであるモデル95は1956年8月6日に初飛行し、翌年6月18日に形式証明を取得した。その後、キャビンを延長したモデルB95、エンジンを強化したモデルB95A、機首を延長したモデルD95A、そして最終型となるモデルE95と改良されていった。
生産は1967年に終了し、改良型のバロンに後を譲った。総生産数は720機。

## 諸元（モデルE95）
- 全長：7.9 m
- 全幅：11.53 m
- 全高：2.9 m
- 翼面積：18.51 m2
- 空虚重量：1,202 kg
- 最大離陸重量：1,905 kg
- エンジン：アブコ・ライカミング IO-360-B1B 水平4気筒ピストンエンジン(180hp) × 2
- 最大速度：338 km/h（海面高度）
- 巡航速度：322 km/h（高度7,500 ft）
- 実用上昇限度：5,700 m
- 航続距離：1,883 km
- ペイロード：乗客最大4名
- 乗員：1名